# Anya Singh

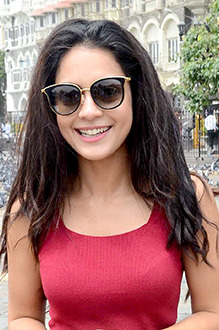
Anya Singh

Anya Singh (Hindi आन्या सिंह; * 29. Dezember 1992 in New Delhi) ist eine indische Schauspielerin.

## Leben und Karriere
Singh wurde am 29. Dezember 1992 in New Delhi geboren. Ihr Debüt gab sie 2017 in dem Film Qaidi Band. Anschließend war sie 2019 in Ninu Veedani Needanu Nene zu sehen. Von 2020 bis 2022 spielte sie in Never Kiss Your Best Friend mit. Außerdem wurde Singh 2021 für den Film Velle gecastet. 
Unter anderem trat sie 2022 in der Serie Kaun Banegi Shikharwati auf. 2023 bekam sie in dem Film Kho Gaye Hum Kahan eine Hauptrolle. Im selben Jahr setzte sie ihre Karriere in Jee Karda fort.

## Filmografie
Filme
- 2017: Qaidi Band
- 2019: Ninu Veedani Needanu Nene
- 2021: Velle
- 2023: Kho Gaye Hum Kahan

Serien
- 2020–2022: Never Kiss Your Best Friend
- 2022: Kaun Banegi Shikharwati
- 2023: Jee Karda